# Șaua Ruginoasa–Strunga
Șaua Ruginoasa–Strunga (cunoscută și ca Poarta Târgu Frumos sau Colinele Ruginoasa-Strunga) este o subunitate morfologică a Culmii Siretului din Podișul Sucevei care aparține de Podișul Moldovei. Cu un aspect colinar și o înălțime în jurul a 300 m, are ca origine eroziunea diferențială și asigură joncțiunea dintre Podișul Sucevei și Podișul Central Moldovenesc, având o altitudine mai joasă decât cele două unități învecinate de podiș. Asigură, de asemenea, comunicația dintre Culoarul Siretului și bazinul hidrografic Jijia-Bahlui (respectiv cu valea Prutului).
Are un caracter geografic de punct obligatoriu de trecere spre vest, drept pentru care a reprezentat permanent una dintre căile de intensă circulație a comunităților umane, a influențelor culturale și a artefactelor. La nivelul său se găsesc șeile Ruginoasa și Strunga.

## Geologie
În structura sa intră roci aparținând Sarmațianului.
Este o șa largă de tip structural-petrografic⁠(en)[traduceți]. Deși relieful său este mai neted decât cel din Podișului Sucevei, suprafețele șeii sunt mai fragmentate decât cele situate la nord de ea, ele fiind sculptate în roci mai moi argilo-nisipoase față de cele prezente în suprafețele din Dealul Mare–Hârlău sau din Podișul Central Moldovenesc alcătuite din gresii, conglomerate sau calcare (explicația formării sale fiind eroziunea diferențială).
Într-o interpretare a lui Mihai Ielenicz, în momentul formării ei a aparținut împreună cu alte șei de pe interfluviul aflate pe partea stângă a Siretului (precum Lozna, Dersca și Bucecea), unei vechi rețele hidrografice din acea parte a râului Siret captată spre Jijia.

## Geomorfologie
Șaua Ruginoasa–Strunga (sau Poarta Târgu Frumos, cunoscută și sub numele de Colinele Ruginoasa-Strunga) este o subunitate geografică a Podișului Moldovei, respectiv o subunitate morfologică a culmii situate pe stânga Siretului care, asigură legătura dintre Culoarul Siretului și bazinul hidrografic Jijia–Bahlui, respectiv dintre vâile râurilor Siret și Prut. Se găsește la sud-vest de Câmpia Moldovei, pe care o mărginește, la sud de Dealul Mare al Hârlăului începând de la linia Bădiliței (tributară Siretului) și Cârjoaiei (tributară Bahluiului) și la est de Dealul Moțca, cu care se învecinează peste Siret. Aparține de Podișul Sucevei, fiind situată în sud-estul acestuia spre contactul estic al acestuia cu Podișul Central Moldovenesc (limita dintre cele două unități de podiș fiind aliniamentul Sagna–Stănița–Hîndrești).
Este formată din dealuri joase cu pante domoale acoperite cu terenuri agricole. Culmile prelungi sunt înalte de circa 300 m, au o orientare dinspre nord-vest spre sud-est și versanți abrupți spre Câmpia Moldovei. Aspectul său este de zonă mai coborâtă (înșeuare) care separă două masive, datorită sculptării mai profunde a reliefului de către factorii externi. Zona, cu aspect colinar, este dominată de vârfuri precum Bobeica 373 m, Lampa 324 m, Movileni 334 m, Hândrești 302 ș.a., separate la rândul lor de înșeuări.
La nivelul acesteia se găsesc două șei mici:
- Șaua Ruginoasa:[8] de 290 m altitudine, situată pe cumpăna apelor dintre Siret și râurile Barcu și Bahluieț[1]
- Șaua Strunga[8] de 280 m altitudine.[1]

## Elemente bio-pedo-climatice
Suprafețe importante din șa sunt ocupate de sol cernoziomoid (pratoziom).

## Elemente de geografie umană
Având caracter geografic de punct obligatoriu de trecere spre vest, de-a lungul istoriei poarta de la Târgu Frumos a reprezentat una dintre căile de intensă circulație a comunităților umane, a influențelor culturale și a artefactelor. Astfel, ea se află situată pe unul dintre drumurile comerciale care legau partea centrală a Moldovei de țările și provinciile învecinate: drumul mare al Siretului care venea prin Șaua Ruginoasa, trecea prin Iași și se ducea spre est prin vadul Prutului de la Țuțora. În fața sa este situat orașul Târgu Frumos, la rândul său nod de drumuri comerciale.

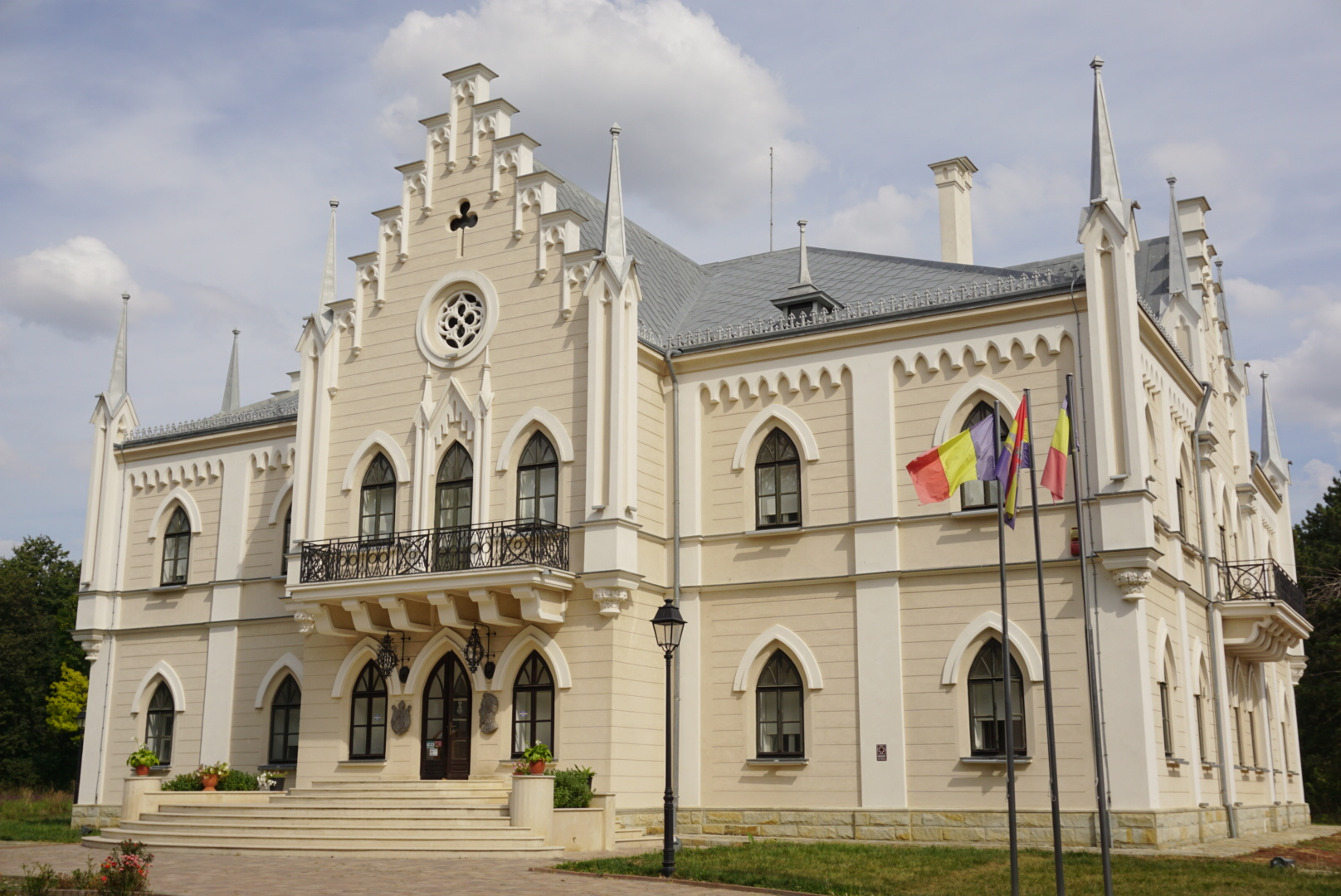
Palatul Cuza de la Ruginoasa.

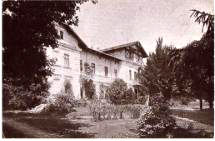
Fostul hotelul din Băile Strunga înainte de Primul Război Mondial

Prin Șaua Ruginoasa trece calea ferată Pașcani–Târgu Frumos și o șosea modernizată.
Suprafețele cultivate cu cereale din areal, sunt peste 65 % din suprafețele arabile, în medie. În comuna Strunga există condiții deosebit de prielnice pentru practicarea pomiculturii, drept care aici cultura pomilor fructiferi a căpătat o importanță deosebită.
Printre obiectivele cu potențial turistic se află Palatul Cuza de la Ruginoasa și Ruinele hanului medieval din Ruginoasa, în timp ce Strunga este o localitate cu disponibilități balneoclimatice.